# Ischalia arisana
Ischalia arisana is een keversoort uit de familie Ischaliidae. De wetenschappelijke naam van de soort is voor het eerst geldig gepubliceerd in 1935 door Kôno.